# King & Prince First Concert Tour 2018
《King & Prince First Concert Tour 2018》為King & Prince的首張演唱會DVD，於2018年12月12日在日本發行，發行公司為日本環球音樂。

## 概要
- 分成兩種形式販售：初回限定盤（2DVD／2BD）、通常盤（2DVD／2BD）。
- 2018年8月10日至9月22日，King & Prince在日本5個城市舉辦21場「King & Prince First Concert Tour 2018」演唱會，本作收錄8月19日在大阪城音樂廳的演出。

## 收錄內容

### 本編
初回限定盤・通常盤
1. シンデレラガール（Cinderella Girl）
2. YOU, WANTED!
3. Funk it up
4. We are King & Prince!
5. サマー・ステーション（Summer Station）
6. Ho!サマー（Ho! SUMMER）
7. SUMMER NUDE'13
8. Sexy Summerに雪が降る（在Sexy Summer時會下雪）
9. MIXTURE
10. 勝つんだWIN!（要贏WIN!）
11. Keep the faith
12. 君が思い出す僕は 君を愛しているだろうか（妳回憶中的我 是否愛著妳）－平野紫耀・永瀬廉・神宮寺勇太
13. やっちゃった!!（闖禍了!!）－岸優太・岩橋玄樹・髙橋海人
14. 夜空ノムコウ（夜空的另一端）－Mr.KING
15. OH!サマーKING（OH! SUMMER KING）－Mr.KING
16. THE DREAM BOYS－Mr.KING
17. You are my Princess－Prince
18. ゴールデンアワー（Golden Hour）
19. SHAKE
20. weeeek
21. Hello!!!ハルイロ（Hello!!!春色）
22. シンデレラガール（Cinderella Girl）
23. Misbehave
24. 秋空
25. Glass Flower
26. 愛のすべて（愛的所有）
27. Alright－Mr.KING
28. 描いた未来 〜たどり着くまで〜（勾勒的未來～直到到達為止～）－Prince
29. Prince Princess－Prince
30. Wake me up
31. Bounce To Night
32. BANGIN!!
33. シンデレラガール（Cinderella Girl）
34. King & Prince, Queen & Princess
35. High On Love!
36. Oh My Girl
37. シンデレラガール（Cinderella Girl）

### 特典
初回限定盤
1. The Road To First Concert Document
2. DAY1 演唱會精選影像@橫濱Arena 2018.8.10

通常盤
1. 「Memorial」LIVE首次公開影像&巡迴結束後的成員個人留言

## 外部連結
- 販售資訊
  - 初回限定盤 Blu-ray （页面存档备份，存于）－Johnnys' Universe
  - 初回限定盤 DVD （页面存档备份，存于）－Johnnys' Universe
  - 通常盤 Blu-ray （页面存档备份，存于）－Johnnys' Universe
  - 通常盤 DVD （页面存档备份，存于）－Johnnys' Universe
  - King & Prince First Concert Tour 2018 （页面存档备份，存于）－Johnny's net
- YouTube
  - 『King & Prince First Concert Tour 2018』ダイジェスト映像 （页面存档备份，存于）